# 鳥取県道21号鳥取鹿野倉吉線

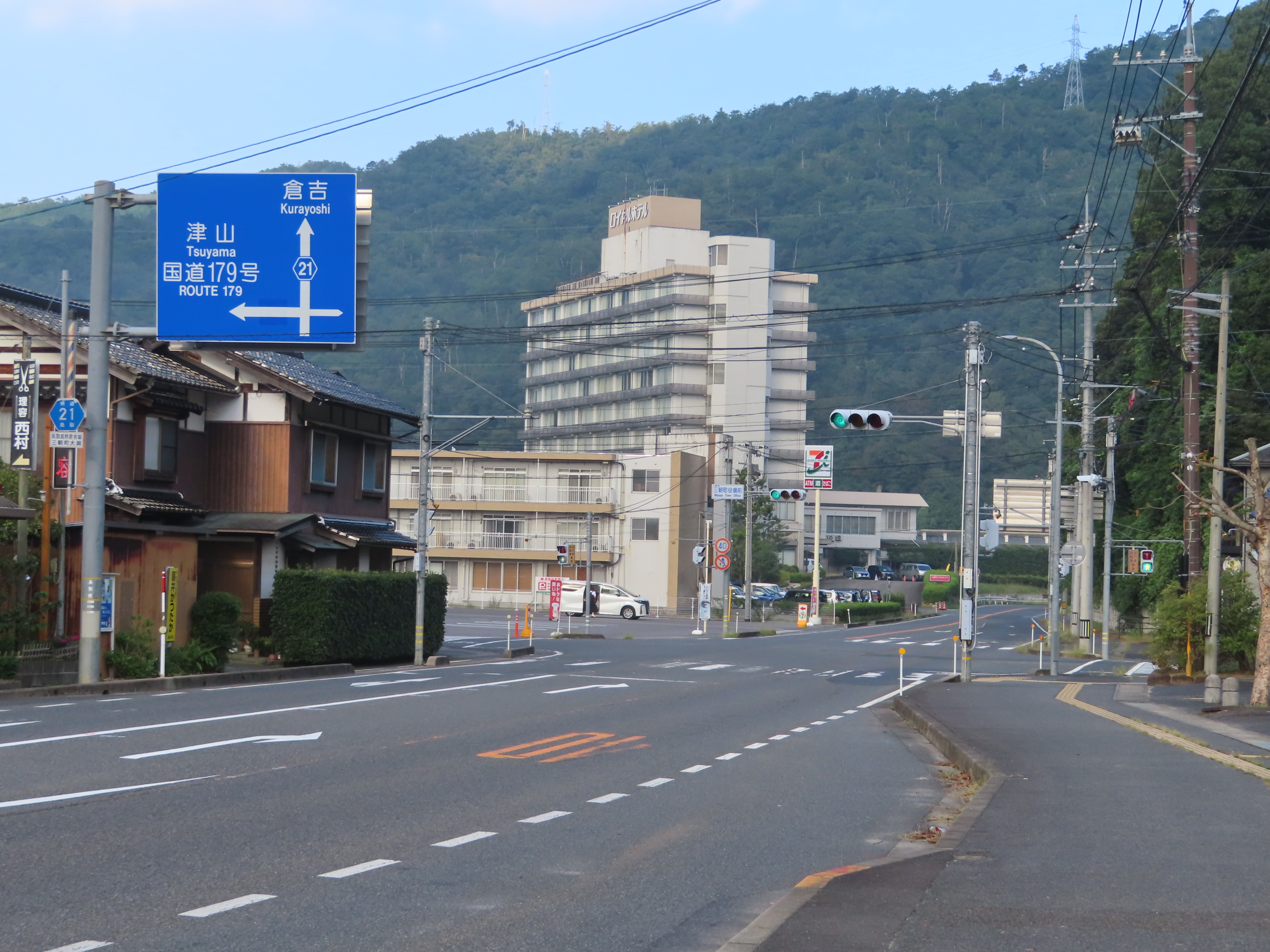
三朝町役場前交差点付近
鳥取県東伯郡三朝町大瀬で撮影

鳥取県道21号鳥取鹿野倉吉線（とっとりけんどう21ごう とっとりしかのくらよしせん）は、鳥取県鳥取市と倉吉市を結ぶ県道（主要地方道）である。

## 概要

### 路線データ
- 起点：鳥取県鳥取市今町2丁目・今町2丁目交差点（国道53号・鳥取県道43号鳥取福部線交点）
- 終点：鳥取県倉吉市東巌城町・中部総合事務所先交差点（国道179号・鳥取県道38号倉吉福本線交点）
- 総延長：50.0 km[要出典]

## 歴史
- 昭和47年度 - 市内の混雑緩和、および鳥取市街地と県立布勢運動公園（第40回国民体育大会主会場）を結ぶためのバイパス着工[1][2]。
- 1980年（昭和55年） - 千代川に架かるバイパスの千代大橋が竣工。1984年（昭和59年）までに下流側に同規模の橋を架設し上下4車線の橋となる[1]。
- 1985年（昭和60年）8月10日 - 鳥取市街地と県立布勢運動公園を結ぶバイパス（国体道路、起点 - 桂見間）約4.6kmが開通[2]。
- 1991年（平成3年）3月30日 - 鳥取県告示第328・329号により、国道179号旧道が国道指定を解除されたことに伴い、その一部となる倉吉市八屋・竹田橋東詰交差点 - 倉吉市東巌城町・中部総合事務所先交差点間を当路線に編入[3]。
- 1993年（平成5年）5月11日 - 建設省から、県道鳥取鹿野倉吉線が鳥取鹿野倉吉線として主要地方道に指定される[4]。
- 1998年（平成10年）8月10日 - 同年7月31日付鳥取県告示第523・524号により、バイパスの鳥取市桂見・桂見西交差点 - 鳥取市高住間の供用開始。それに伴い、鳥取市桂見・桂見西交差点 - 鳥取市布勢・布勢交差点間（鳥取県道264号鳥取空港布勢線との重用区間）を鳥取県道264号鳥取空港布勢線の単独区間に変更[5]。
- 1999年（平成11年）3月31日 - 鳥取県告示第230・232・234号により、以下の経路変更を実施[6]。
  - 現道（国体道路）の鳥取市今町2丁目・今町2丁目交差点 - 鳥取市古海・千代大橋西詰交差点間（鳥取県道41号鳥取港線・鳥取県道42号鳥取河原線との重用区間）を鳥取県道42号鳥取河原線との重用区間に変更。
  - 旧道の鳥取市今町1丁目・今町1丁目交差点 - 鳥取市古海・千代橋西詰交差点間を鳥取県道41号鳥取港線に、鳥取市古海・千代橋西詰交差点 - 同・鳥取大正郵便局交差点間を鳥取県道41号鳥取港線の支線に、鳥取市古海・鳥取大正郵便局交差点 - 鳥取市布勢・日吉神社入口交差点間、鳥取市布勢・布勢交差点 - 鳥取市高住間を鳥取市道2010169号古海高住線、鳥取市布勢・日吉神社入口交差点 - 同・布勢交差点間を鳥取県道181号湖山停車場布勢線（鳥取市道2010169号古海高住線との重用区間）にそれぞれ変更。
- 2004年（平成16年）11月25日 - 鳥取県告示第917・918号により、三朝バイパスの供用開始。それに伴い、旧道は鳥取県道273号三朝温泉木地山線となった[7][8]。
- 2017年（平成29年）10月1日 - 同年9月29日付鳥取県告示第628・630号により、片柴バイパスの供用開始[9][10]。
- 2018年（平成30年）10月12日 - 鳥取県告示第593号により、片柴バイパスに並行する旧道を三朝町に移管し、三朝町道となる[11]。

## 路線状況

### 重複区間
- 鳥取県道42号鳥取河原線（鳥取市今町2丁目・今町2丁目交差点 - 鳥取市古海・千代大橋西詰交差点）
- 鳥取県道189号高路古海線（鳥取市古海・千代大橋西詰交差点 - 鳥取市古海・古海北交差点）
- 鳥取県道32号郡家鹿野気高線（鳥取市鹿野町閉野 - 鳥取市鹿野町鹿野・新鹿野大橋東詰交差点）
- 鳥取県道273号三朝温泉木地山線（東伯郡三朝町三朝・三朝交差点 - 同・三朝トンネル東口）
- 鳥取県道22号倉吉青谷線（倉吉市八屋・竹田橋東詰交差点 - 倉吉市東巌城町・中部総合事務所先交差点）

### バイパス
- 片柴バイパス - 鳥取県東伯郡三朝町片柴から鳥取県東伯郡三朝町砂原まで
- 三朝バイパス - 鳥取県東伯郡三朝町三朝から鳥取県東伯郡三朝町山田まで

## 地理

### 通過する自治体

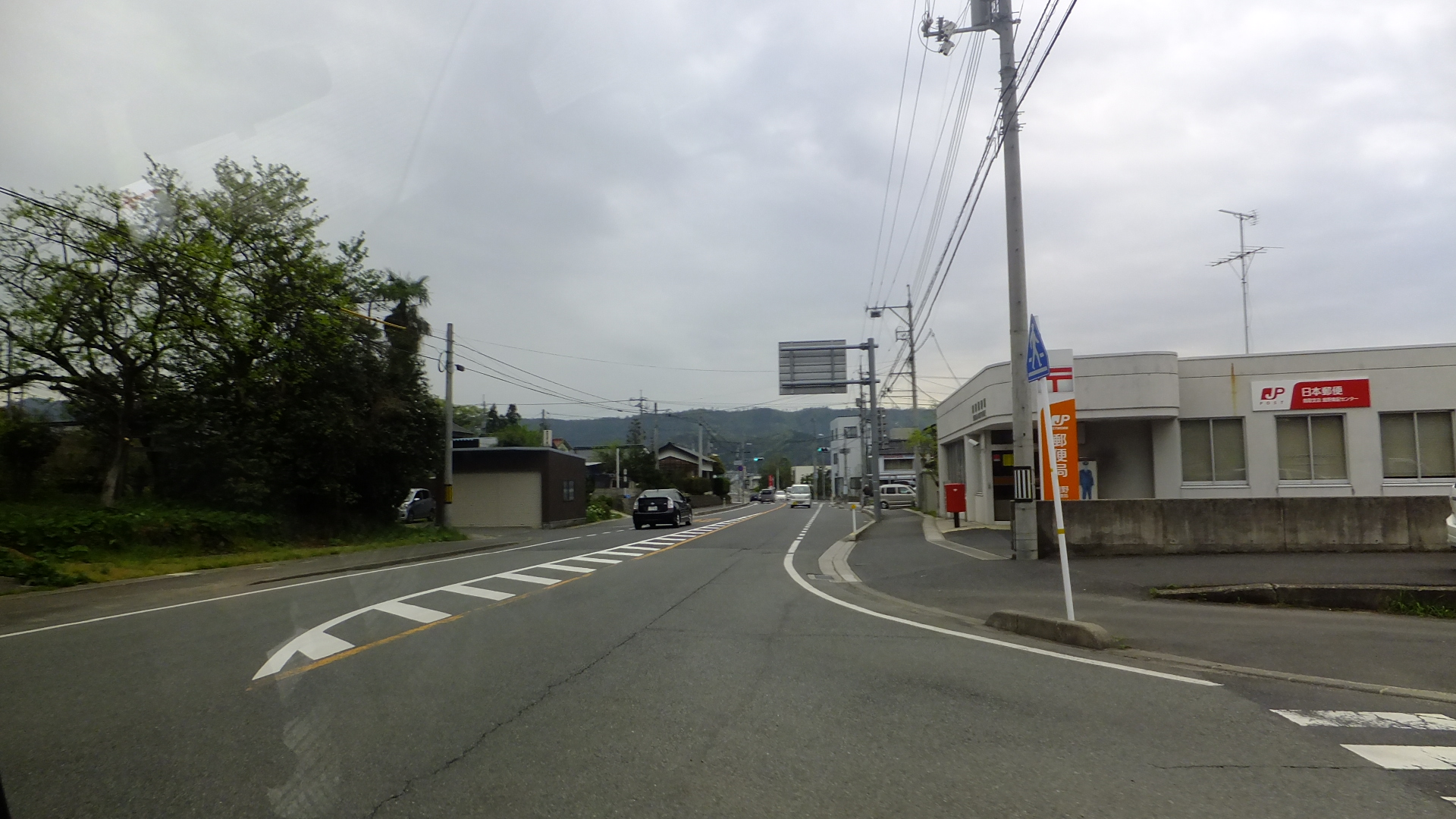
鳥取県道233号矢口鹿野線との交点
鳥取県鳥取市鹿野町鹿野で撮影

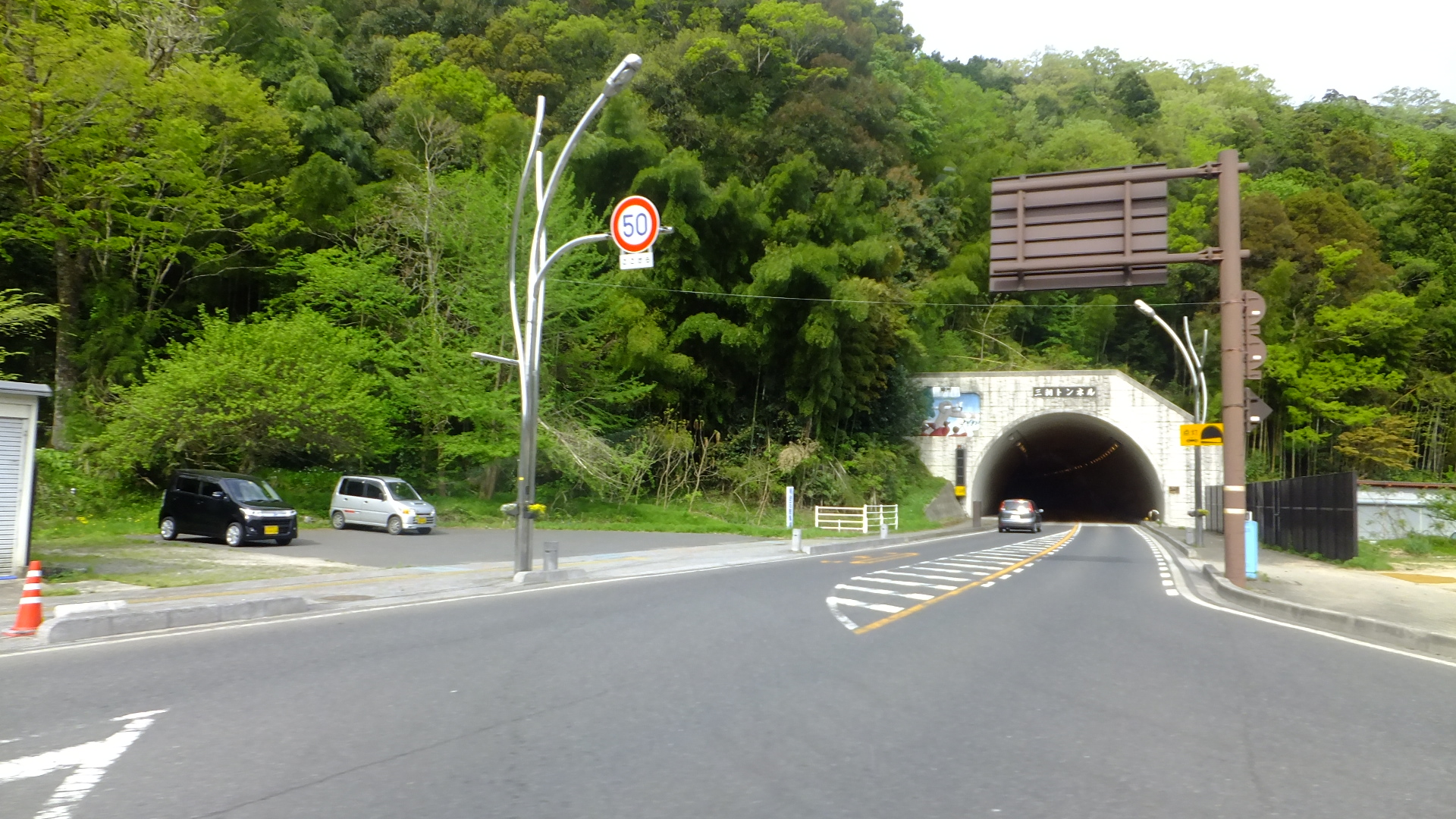
三朝トンネル付近
鳥取県東伯郡三朝町三朝で撮影

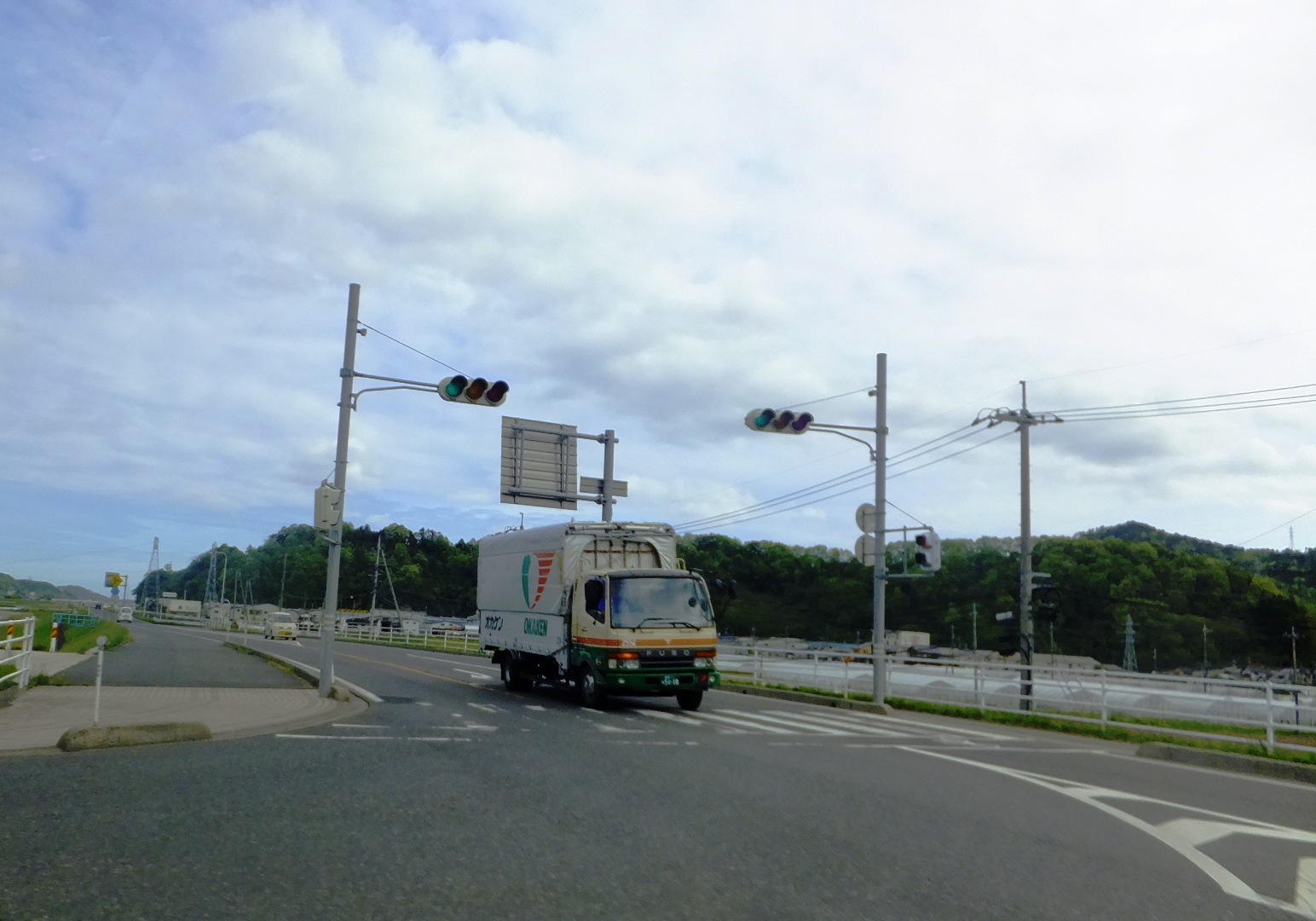
大原橋東側付近
鳥取県倉吉市大原で撮影

- 鳥取市
- 東伯郡三朝町
- 倉吉市

### 交差する道路
| 交差する道路                                                                       | 市町村名 | 市町村名 | 交差する場所                   | 交差する場所                  |
| ---------------------------------------------------------------------------------- | -------- | -------- | ------------------------------ | ----------------------------- |
| 国道53号 国道373号 重複 鳥取県道42号鳥取河原線 重複区間起点 鳥取県道43号鳥取福部線 | 鳥取市   | 鳥取市   | 今町2丁目                      | 今町2丁目交差点 / 起点        |
| 鳥取県道26号秋里吉方線                                                             | 鳥取市   | 鳥取市   | 幸町                           | 千代大橋東詰交差点            |
| 鳥取県道500号鳥取河原自転車道線                                                    | 鳥取市   | 鳥取市   | 古市                           | [ 注釈 2 ]                    |
| 鳥取県道42号鳥取河原線 重複区間終点 鳥取県道189号高路古海線 重複区間起点           | 鳥取市   | 鳥取市   | 古海（ふるみ）                 | 千代大橋西詰交差点            |
| 鳥取県道189号高路古海線 重複区間終点                                               | 鳥取市   | 鳥取市   | 古海                           | 古海北交差点                  |
| 国道29号 国道53号 / 別線 重複 国道373号 / 別線 重複                                | 鳥取市   | 鳥取市   | 徳尾（とくのお）               | 国体道路交差点                |
| 鳥取県道49号鳥取河原用瀬線                                                         | 鳥取市   | 鳥取市   | 徳尾                           | 嶋入口交差点                  |
| 鳥取県道181号湖山停車場布勢線 鳥取県道264号鳥取空港布勢線 重複                     | 鳥取市   | 鳥取市   | 桂見                           | 桂見西交差点                  |
| 鳥取市道2010169号古海高住線                                                        | 鳥取市   | 鳥取市   | 高住                           |                               |
| 鳥取県道191号矢矯松原線                                                            | 鳥取市   | 鳥取市   | 松原                           | 吉岡温泉入口交差点            |
| 鳥取県道190号金沢伏野線                                                            | 鳥取市   | 鳥取市   | 松原                           | 松原交差点                    |
| 鳥取市道2015637号福井9号線（鳥取広域農道）                                         | 鳥取市   | 鳥取市   | 福井                           |                               |
| 鳥取県道258号御熊白兎線                                                            | 鳥取市   | 鳥取市   | 御熊（みくま）                 |                               |
| 鳥取県道182号宝木停車場上光線 鳥取市道3420186号会下上光線（気高広域農道）          | 鳥取市   | 鳥取市   | 気高町下光元（しもみつもと）   | 上光（かみみつ）交差点        |
| 鳥取県道32号郡家鹿野気高線 重複区間起点                                            | 鳥取市   | 鳥取市   | 鹿野町閉野（とじの）           |                               |
| 鳥取県道233号矢口鹿野線                                                            | 鳥取市   | 鳥取市   | 鹿野町鹿野                     |                               |
| 鳥取県道32号郡家鹿野気高線 重複区間終点                                            | 鳥取市   | 鳥取市   | 鹿野町鹿野                     | 新鹿野大橋東詰交差点          |
| 鳥取県道198号鷲峰気高線                                                            | 鳥取市   | 鳥取市   | 鹿野町鷲峯（じゅうぼう）       |                               |
| 鳥取県道281号河内槙原線                                                            | 鳥取市   | 鳥取市   | 鹿野町河内（こうち）           |                               |
| 鳥取県道280号俵原青谷線                                                            | 東伯郡   | 三朝町   | 俵原（たわら）                 |                               |
| 鳥取県道308号桑原坂本線                                                            | 東伯郡   | 三朝町   | 坂本                           |                               |
| 鳥取県道29号三朝東郷線                                                             | 東伯郡   | 三朝町   | 片柴                           |                               |
| 鳥取県道33号三朝中線                                                               | 東伯郡   | 三朝町   | 片柴                           | 片柴交差点                    |
| 鳥取県道273号三朝温泉木地山線 重複区間起点                                         | 東伯郡   | 三朝町   | 三朝（みささ）                 | 三朝交差点                    |
| 鳥取県道273号三朝温泉木地山線 重複区間終点                                         | 東伯郡   | 三朝町   | 三朝                           |                               |
| 鳥取県道273号三朝温泉木地山線                                                      | 東伯郡   | 三朝町   | 横手                           |                               |
| 三朝町道                                                                           | 東伯郡   | 三朝町   | 大瀬（おおぜ）                 | 三朝町役場前交差点            |
| 鳥取県道22号倉吉青谷線 重複区間起点                                                | 倉吉市   | 倉吉市   | 八屋                           | 竹田橋東詰交差点              |
| 国道179号 鳥取県道22号倉吉青谷線 重複区間終点 鳥取県道38号倉吉福本線               | 倉吉市   | 倉吉市   | 東巌城町（ひがしいわきちょう） | 中部総合事務所先交差点 / 終点 |

### 沿線の施設など
- 布勢総合運動公園（ヤマタスポーツパーク）
- とっとり出合いの森
- 湖山池
- 三徳山三仏寺投入堂
- 三朝温泉